# Fowtbolayin Akowmb Araks Ararat
El Fowtbolayin Akowmb Araks Ararat (en armeni ՖԿ "ԱՐԱԲՍ" ԱՐԱՐԱՏ) fou un club armeni de futbol de la ciutat d'Ararat.

## Història
El club va ser fundat l'any 1960 amb el nom de FC Ararat. L'any 1992 adoptà el nom FC Tsement Ararat i el 2000 el de FC Araks Ararat (en referència al riu Araks o Araxes).
L'agost del 2001, els propietaris del club decidiren traslladar-lo a la capital Erevan adoptant el nom de FC Spartak Yerevan (que més tard s'uní al FC Banants). De forma paral·lela, a la ciutat d'Ararat es torna a crear el club, arribant a jugar de nou a primera divisió. L'any 2005 va desaparèixer per problemes econòmics.

## Palmarès
- Lliga armènia de futbol: 2
  - 1998, 2000
- Copa armènia de futbol: 2
  - 1998, 1999
- Supercopa armènia de futbol: 1
  - 1998